# SiRNA
siRNA (od ang. small interfering RNA), mały interferujący RNA, krótki interferujący RNA – dwuniciowa cząsteczka RNA o długości około 20–25 par zasad, która powoduje wyciszanie ekspresji genów o homologicznej sekwencji (RNAi). 
Mały interferujący RNA powstaje przez pocięcie dwuniciowego RNA (na przykład wirusowego) w komórce, przez enzym Dicer, na fragmenty odpowiedniej długości. siRNA wiąże się z kompleksem białkowym o aktywności rybonukleazy, zwanym RISC. Kompleks ten wiąże się z komplementarną do siRNA cząsteczką mRNA i tnie ją na kawałki, uniemożliwiając w ten sposób powstanie kodowanego przez nią białka. Zazwyczaj – w przeciwieństwie do miRNA – sekwencja siRNA jest całkowicie komplementarna z sekwencją docelowego mRNA. Rośliny (i inne organizmy eukariotyczne) wykorzystują mechanizm interferencji RNA powodowany przez siRNA do obrony przed wirusami. Ponadto syntetyczny siRNA używany jest w biologii molekularnej; prowadzone są też badania nad jego zastosowaniem w medycynie.